# Genealogia teutonica di Giovanni Aventino
La genealogia teutonica di Giovanni Aventino è una genealogia di re germanici, dal diluvio universale fino all'era cristiana, compilata da Giovanni Aventino e contenuta nella sua opera magna Annales Bojorum. Tale genealogia non è di interesse storico, ma mitologico, in quanto costituisce un mito di fondazione della nazione tedesca. La maggior parte dei re sono un'invenzione dell'autore, ma essa contiene anche figure mitologiche note da altri autori o figure storiche, come Tuisto, Manno, Ariovisto, Boiorix e Teutobod.
Segue una lista dei re menzionati da Aventino, così come riportati da Herman L. Hoeh:
| #  | re                              | periodo (anni avanti Cristo) | durata del regno | note genealogiche                                               |
| -- | ------------------------------- | ---------------------------- | ---------------- | --------------------------------------------------------------- |
| 1  | Tuitsch                         | 2214–2038                    | 176              |                                                                 |
| 2  | Mannus                          | 1978-1906                    | 72               | figlio di Tuitsch                                               |
| 3  | Eingeb                          | 1906-1870                    | 36               | figlio di Mannus                                                |
| 4  | Ausstaeb                        | 1870-1820                    | 50               | figlio di Eingeb                                                |
| 5  | Herman                          | 1820-1757                    | 63               | figlio di Ausstaeb                                              |
| 6  | Mers                            | 1757-1711                    | 46               | figlio di Herman                                                |
| 7  | Gampar                          | 1711-1667                    | 44               | figlio di Mers                                                  |
| 8  | Schwab                          | 1667-1621                    | 46               | figlio di Gampar                                                |
| 9  | Wandler                         | 1621-1580                    | 41               | figlio di Schwab                                                |
| 10 | Deuto                           | 1580-1553                    | 27               | figlio di Wandler                                               |
| 11 | Alman                           | 1553-1489                    | 64               | figlio di Deuto                                                 |
| 12 | Baier                           | 1489-1429                    | 60               | figlio di Alman                                                 |
| 13 | Ingram                          | 1429-1377                    | 52               | figlio di Baier                                                 |
| 14 | Adalger                         | 1377-1328                    | 49               | figlio di Ingram                                                |
| 15 | Larein                          | 1328-1277                    | 51               | figlio di Adalger                                               |
| 16 | Ylsing                          | 1277-1224                    | 53               | figlio di Larein                                                |
| 17 | Brenner                         | 1224-1186                    | 38               | figlio di Ysling                                                |
| 18 | Heccar                          | 1186-1155                    | 31               | figlio di Brenner                                               |
| 19 | Franck                          | 1155-1114                    | 41               | figlio di Heccar                                                |
| 20 | Wolfheim Siclinger              | 1114-1056                    | 58               | figlio di Franck                                                |
| 21 | Kels, Gal e Hillyr              | 1056-1006                    | 50               | figli di Wolfheim                                               |
| 22 | Alber                           | 1006-946                     | 60               | figlio di Gal                                                   |
| 23 | Walther, Panno e Schard         | 946-884                      | 62               | Walther è figlio di Alber; Panno e Schard sono nipoti di Hillyr |
| 24 | Main, Angel e Treibl            | 884-814                      | 70               | Main e Angel sono figli di Walther; Treibl è figlio di Panno    |
| 25 | Myela, Laber e Penno            | 814-714                      | 100              | -                                                               |
| 26 | Venno e Helto                   | 714-644                      | 70               | -                                                               |
| 27 | Mader                           | 644-589                      | 55               | -                                                               |
| 28 | Brenner II e Koenman            | 589-479                      | 110              | Brenner è figlio di Mader; Koenman, nipote ex fratre di Brenner |
| 29 | Landein, Antör e Rögör          | 479-399                      | 80               | Antör e Rögör sono figli di Landein                             |
| 30 | Brenner III                     | 399-361                      | 38               | nipote di Koenman                                               |
| 31 | Schirm                          | 361-263                      |                  | figlio di Brenner III                                           |
| 32 | Thessel                         | 279-194                      | 85               | nipote di Schirm                                                |
| 33 | Dieth I e Diethmer              | 194-172                      |                  | Dieth è figlio di Thessel; Diethmer, figlio di Dieth            |
| 34 | Baermund e Synpol               | 172-127                      | 45               | -                                                               |
| 35 | Boiger, Kels II e Teutenbuecher | 127-100                      | 27               | -                                                               |
| 36 | Scheirer                        | 100-70                       | 30               | -                                                               |
| 37 | Ernst e Vocho                   | 70-50                        | 20               | Vocho è cognato di Ernst                                        |
| 38 | Pernpeist                       | 50-40                        | 10               | -                                                               |
| 39 | Cotz, Dieth II e Creitschir     | 40-13                        |                  | -                                                               |